# Servicio Central de Documentación
El Servicio Central de Documentación (SECED) fue el servicio de inteligencia español durante el final de la dictadura de Francisco Franco y el principio de la Transición (1972-1977), como continuador de la Organización Contrasubversiva Nacional (OCN) creada en 1968 a raíz de los movimientos estudiantiles de aquel año. 
El régimen plantea la posibilidad de crear un Centro de Información y Documentación (CIDOC), finalmente el subsecretario de la presidencia del gobierno, Luis Carrero Blanco, crea el 22 de enero de 1972 el Servicio Central de Documentación con total dependencia al servicio según el Decreto 511/1972. Su sede se instaló inicialmente en el número 10 de la madrileña calle de Alcalá Galiano; posteriormente el ente se mudaría al número 5 del paseo de la Castellana, el edificio de enfrente que había albergado la antigua sede de la Dirección General de Marruecos y Colonias. Durante la Transición se transformó en 1977 en el Centro Superior de Información de la Defensa (CESID) mediante la fusión con la Tercera Sección de Información del Alto Estado Mayor.

## Organización
El SECED estaba organizado en dos grandes estructuras: la de información y la de operaciones. Al mismo tiempo había departamentos de acción psicológica, así como de diferentes asuntos especiales. Todo estaba bajo el mando de una secretaría general, que era el Estado Mayor del servicio y el receptor de toda la información recibida.
A finales de 1973 el SECED estaba comprendido en una docena de delegaciones regionales y media docena de subdelegaciones provinciales repartidas por toda la geografía española. También contaba con varias oficinas y delegaciones en varios departamentos ministeriales.

## Operaciones
El SECED se preocupó fundamentalmente de combatir los brotes terroristas que habían surgido.
Entre las operaciones más importantes que llevó a cabo el SECED están la Operación Promesa, que supuso el contacto con varios grupos políticos que posteriormente participarían en la Transición. Otras operaciones importantes fueron la Operación Lucero y la Operación Alborada, que ayudaron a preparar el camino a la Transición.
Probablemente la operación más importante del SECED fue la Operación Lobo con la que mediante un agente infiltrado –Mikel Lejarza– consiguieron acabar con más de la cuarta parte de ETA, así como la mayoría de la cúpula terrorista.
Sin embargo, fueron también responsables del terrorismo de extrema derecha, destacando, entre otras, la Operación Reconquista que llevó a los sucesos de Montejurra, como confesó el destacado militar y alto responsable policial durante la Transición española, José Antonio Sáenz de Santa María.